# Jeff Torborg
Jeffrey Allen Torborg, né le 26 novembre 1941 à Plainfield (New Jersey) et mort le 19 janvier 2025 à Westfield (New Jersey), est un joueur et manager américain de baseball. Il évolue comme receveur en Ligue majeure de 1964 à 1973 puis devient gérant de 1977 à 2003.
Désigné manager de l'année en Ligue américaine en 1990 comme pilote des White Sox de Chicago, Torborg dirige au cours de sa carrière les Indians de Cleveland (1977-1979), les White Sox (1989-1991), les Mets de New York (1992-1993), les Expos de Montréal de juin à septembre 2001, puis les Marlins de la Floride du début de la saison 2002 au 10 mai 2003.

## Carrière

### Joueur
Receveur de réserve, Jeff Torborg se trouve derrière le marbre à l'occasion de trois matches notables sous les couleurs des Dodgers : le 9 septembre 1965 pour le match parfait de Sandy Koufax ; le 20 juillet 1970 pour le match sans point ni coup sûr de Bill Singer ; et le 15 mai 1973 lors du premier des 7 matchs sans coup sûr lancés par Nolan Ryan.
Libéré de son contrat durant l'hiver 1973-1974, il se retire du jeu en 1974.

### Entraîneur et commentateur
Jeff Torborg est engagé comme instructeur par les Indians de Cleveland en 1975. Frank Robinson, qui fut son partenaire chez les Angels, est à l'origine de ce retour de Torborg en ligues majeures. Il devient manager des Indians le 19 juin 1977, en remplacement de Frank Robinson, remercié. Sous la conduite de Torborg, les résultats sont décevants tandis qu'en coulisses, le club change de propriétaire. Dès son arrivée en février 1978, F.J. O'Neill tente de remplacer Torborg et propose le poste à Bob Lemon, qui rejette l'offre. Torborg reste finalement en poste jusqu'au milieu de la saison 1979. Il est licencié le 22 juillet et remplacé par Dave Garcia.
Il reste sans emploi quatre jours en devenant instructeur chez les Yankees de New York. Il reste en poste jusqu'en 1988 avant d'être recruté par les White Sox de Chicago comme manager. Torborg connait des résultats contrastés avec les White Sox : titre de manager de l'année de la Ligue américaine en 1990 et licenciement la saison suivante.
Manager des Mets de New York en 1992, il est remercié avant la fin de la saison 1993. Torborg s'éloigne alors des terrains pour rejoindre les tribunes d'où il commente les matches pour le radio et la télévision à partir de 1994.
Il effectue un retour dans le jeu en devenant manager des Expos de Montréal en 2001. Ami personnel du propriétaire des Expos Jeffrey Loria,, il est placé à la tête de l'équipe après le congédiement le 31 mai 2001 du populaire gérant Felipe Alou.
Jeff Torborg dirige ensuite en 2002 et 2003 les Marlins de la Floride, équipe ensuite achetée par Loria après avoir vendu les Expos. Il est remercié après un mauvais début de saison 2003 : 16 victoires pour 22 défaites. Cette même formation remporte les Séries mondiales cinq mois plus tard sous la houlette de Jack McKeon.
Jeff Torborg retrouve une place de commentateur de matches sur le réseau Fox jusqu'en 2006.